# Chongqing IFS T1
Le Chongqing IFS T1 est un gratte-ciel de 316 mètres construit en 2016 à Chongqing en Chine. 